# Жозе Босингва
Жозе Босингва да Силва (порт. José Bosingwa da Silva; 24. август 1982) бивши је португалски фудбалер који је играо на позицији десног бека. Био је веома брз и офанзиван играч са могућношћу да створи велики број шанси.
Највише утакмица одиграо је док је био у Порту и Челсију, а наступао је још и за Боависту, Фреамунде, Квинс Парк рејнџерсе и Трабзонспор.
За репрезентацију Португалије одиграо је 27 утакмица.

## Највећи успеси

### Порто
- Првенство Португала (4) : 2003/04, 2005/06, 2006/07, 2007/08.
- Куп Португала (1) : 2005/06.
- Суперкуп Португала (3) : 2003, 2004, 2006.
- Лига шампиона (1) : 2003/04.
- Интерконтинентални куп (1) : 2004.

### Челси
- Премијер лига (1) : 2009/10.
- ФА куп (3) : 2008/09, 2009/10, 2011/12.
- ФА Комјунити шилд (1) : 2009.
- Лига шампиона (1) : 2011/12.

### Индивидуална признања
- Играч године ФК Порто (1) : 2007.
- Најбољи тим европског првенства. (1) : 2008.